# Polytrichum superbum
Polytrichum superbum là một loài rêu trong họ Polytrichaceae. Loài này được Schultz mô tả khoa học đầu tiên năm 1828.